# マネーフォワード
株式会社マネーフォワード（英: Money Forward,Inc.）は、東京都港区に本社を置き、個人向け・法人向けに金融系のウェブサービスを提供している日本の企業である。東証プライム上場。

## 概要
個人向けサービスとしては、資産管理・家計管理ツール「マネーフォワード ME」、個人向け経済メディアの「MONEY PLUS」を運営している。
法人・個人事業主向けサービスとしては、「マネーフォワード クラウドシリーズ」として、「クラウド会計」、「クラウド請求書」、「クラウド給与」、「クラウド勤怠」、「クラウド経費」などの事業者向けSaaS型サービスプラットフォームを提供している。
また、金融機関向けサービスとしてFintechプラットフォームを展開している。

## 沿革
- 2012年
  - 5月 - 東京都新宿区高田馬場において辻庸介ら8名によりマネーブック株式会社を設立。「マネーブック」というお金をテーマにしたソーシャルサービスを展開。しかし一日の利用者は１０名程度であった。
  - 12月 - 2,000万円の資金調達を実施／「マネーブック」からSNS的な要素を取り除き、家計・資産管理に特化したサービス『マネーフォワード ME』リリースする／株式会社マネーフォワードに商号変更。
- 2013年
  - 3月 - 1億円の資金調達を実施／東京都渋谷区恵比寿に本社移転。
  - 4月 - 『マネーフォワード ME』がテレビ番組にとりあげられたことをきっかけにユーザー数が数万人増加する。
  - 10月 - ５億円の資金調達を実施
  - 11月 - 『マネーフォワード クラウド会計・確定申告』リリース。これをきっかけに「マネーフォワード クラウド」シリーズをスタートする。
  - 12月 -  お金のウェブメディア『マネトク』（現くらしの経済メディア『MONEY PLUS』）リリース
- 2014年
  - 2月 - 東京都港区三田に本社移転
  - 5月 - 『マネーフォワード クラウド請求書』リリース
  - 12月 - 15億円の資金調達を実施
- 2015年
  - 3月 - 『マネーフォワード クラウド給与』リリース
  - 5月 - 東京都港区芝に本社移転
  - 10月 - Fintechに関する調査・分析を行うマネーフォワードFintech研究所を設立 / 『マネーフォワード クラウドマイナンバー』リリース
  - 11月 - 金融機関利用者向け『マネーフォワード』（マネーフォワードfor◯◯）リリース
- 2016年
  - 1月 - 『マネーフォワード クラウド経費』リリース
  - 6月 - 「マネーフォワード クラウド地方創生プロジェクト」を始動
  - 9月 - 中小企業へのITサービス普及をめざす一般社団法人BusinessIT推進協会を設立
    - 28日 - 日本シーサート協議会に加盟

  - 11月 - レオパレス21と業務提携を行うことを発表。レオパレス21が運営する賃貸物件のオーナー向けにクラウド型確定申告サービス「MFクラウド確定申告 for レオパレス21」を提供する[4][5]
  - 12月 - 100%子会社として、株式会社 MF Alpha Lab（現・マネーフォワードファイン株式会社、現・連結子会社）を設立
- 2017年
  - 1月 - 『マネーフォワード クラウドファイナンス』に商品掲載開始
  - 3月 - 100%子会社として、MF KESSAI株式会社（現・連結子会社）を設立
  - 4月 - 100%子会社として、MF HOSHO株式会社（現・連結孫会社）を設立
  - 6月 - MF KESSAIのサービス提供開始[6]
  - 9月 - 東京証券取引所マザーズ市場へ上場 / 『しらたま』リリース[7]
- 2018年
  - 7月 - 東京都港区芝浦に本社移転／株式会社ナレッジラボをグループ会社化
  - 8月 - 株式会社ワクフリをグループ会社化／100%子会社として、Money Forward Vietnam Co., Ltd.（現・連結子会社）を設立
- 2019年
  - 3月 - 『マネーフォワード クラウド勤怠』リリース
  - 5月 - 『マネーフォワード BizAccel』リリース
  - 9月 - 100%子会社として、マネーフォワードシンカ株式会社（現・連結子会社）を設立
- 2020年
  - 2月 - 『マネーフォワード お金の相談』リリース
    - 『マネーフォワード クラウド会計Plus』リリース

  - 3月 - 『マネーフォワード クラウド社会保険』リリース
  - 7月 - アントレプレナーファンド「HIRAC FUND」の運用を開始
  - 8月 - 株式会社アール・アンド・エー・シーをグループ会社化
  - 10月 - 中堅企業向け『マネーフォワード クラウドERP』を発表
  - 11月 - 『マネーフォワード ME』と『マネーフォワード クラウド確定申告』が連携開始
  - 12月 - 『マネーフォワード 開業届』リリース
- 2021年
  - 1月 - 『マネーフォワード クラウド債務支払』リリース
  - 3月 - 『マネーフォワードFintechプラットフォーム』リリース
  - 4月 - スマートキャンプ社の100%子会社として、ADXL株式会社を設立
  - 5月 - 『マネーフォワード クラウド契約』リリース
  - 6月 - 東京証券取引所1部へ市場変更
    - 『マネーフォワード クラウド債権請求』リリース
    - 『マネーフォワード クラウド固定資産』リリース
    - 「#インボイスフォワード」プロジェクトを開始

  - 7月 -『マネーフォワード クラウド人事管理』リリース
    - 『マネーフォワード クラウド年末調整』リリース

  - 8月 - 『マネーフォワード IT管理クラウド』リリース
    - 株式会社三菱UFJ銀行との合弁会社である株式会社Biz Forwardを設立

  - 9月 - 『マネーフォワード Pay for Business』リリース
  - 12月 - HiTTO株式会社をグループ会社化
- 2022年
  - 4月 - 市場区分の見直しに伴い、東京証券取引所 プライム市場へ移行
  - 5月 - 株式会社Next Solutionをグループ会社化
  - 7月 - 『Mikatanoワークス』をリリース
  - 8月 - 『マネーフォワード クラウドインボイス』をリリース
  - 10月 - 『しらたま』サービス終了
  - 12月 - 『マネーフォワード クラウド連結会計』をリリース
- 2023年
  - 2月 - 『マネーフォワード クラウド個別原価』をリリース
  - 4月 -『マネーフォワード 請求書カード払い for Startups』を提供開始
  - 12月 - 株式会社ビズヒントをグループ会社化
- 2024年
  - 4月 - 『マネーフォワード ケア』を提供開始
  - 12月 - 『マネーフォワード 掛け払い』をリリース

## 関連企業
- マネーフォワードケッサイ株式会社
- マネーフォワードホショウ株式会社
- 株式会社クラビス
- マネーフォワードファイン株式会社
- マネーフォワードフィナンシャル株式会社
- マネーフォワードｉ株式会社
- 株式会社ナレッジラボ
- Money Forward Vietnam Co., Ltd.
- マネーフォワードシンカ株式会社
- スマートキャンプ株式会社
- マネーフォワードベンチャーパートナーズ株式会社
- 株式会社アール・アンド・エー・シー
- ADXL株式会社
- 株式会社Biz Forward
- HiTTO株式会社
- 株式会社Next Solution
- 株式会社ビズヒント

## 提供番組
- ワールドビジネスサテライト（テレビ東京系）（2020年11月から2021年3月まで提供クレジット表記。 それまではPT扱いだった｡）
  - 不定期でスポットCMを放送することもある。

## 関連書籍
- 辻庸介、瀧俊雄『FinTech入門』（2016年4月15日発売・日経BP社）ISBN 978-4822251512
- 株式会社マネーフォワード、税理士法人アクセス 『はじめてのクラウド確定申告 : MFクラウド公式ガイド』（2014年12月16日発売・翔泳社）ISBN 978-4798140049
- 株式会社マネーフォワード、税理士法人アクセス『確定申告を簡単に自動化してラクする本 2017年版』（2016年12月8日発売・翔泳社）ISBN 978-4798149417
- トリプルグッドグループ、株式会社マネーフォワード 『マイナンバーの実務が安心・安全・簡単にスイスイできる本』（2016年1月28日発売・翔泳社）ISBN 978-4798144382